# Montebonello
Montebonello è una frazione del comune italiano di Pontassieve, nella città metropolitana di Firenze, in Toscana.

## Geografia fisica
Il paese è situato lungo il fiume Sieve sulla sponda opposta rispetto all'abitato di Rufina, con il quale costituisce un unicum urbano. Subito a valle dell'abitato si trova lo sbocco del torrente Argomenna.

## Monumenti e luoghi d'interesse
L'abitato di Montebonello sorge ai piedi del rilievo collinare sul quale sorge l'omonima Torre, testimonianza del primitivo insediamento difensivo medievale.
Tra gli edifici di valore sono da ricordare la Chiesa di San Miniato e il sito di archeologia industriale della ex Cartiera Alessandri.